# اخلاقیات در رسانه
اخلاقیات در رسانه (به انگلیسی: Morality in Media) یک سازمان ناسودبر در آمریکا است که برای آگاه‌سازی مردم از خطرات پورنوگرافی تلاش می‌کند. این سازمان در سال ۱۹۶۹ میلادی در نیویورک بنیان‌گذاری شد.